# Peter Kerr
Peter Kerr é um árbitro de pólo aquático mais conhecido por ter feito o juramento dos árbitros nos Jogos Olímpicos de Verão de 2000. Ele também arbitrou partidas do pólo aquático nos Jogos Olímpicos de Verão de 1996 e de 2000. 
Advogado de Sydney, Kerr é, desde 1996, presidente da Federação Australiana de Pólo Aquático. Em 2008, foi nomeado Membro da Ordem da Austrália.